# Tsewang Topden
Tsewang Topden es un diplomático, indio retirado.
En 1978 entró al Foreign Indian Service.
De octubre de 1980 a diciembre de 1981 fue tercer secretario (LI).
De diciembre de 1981 a julio de 1984 fue segundo secretario de embajada en Yangon (Myanmar).
De agosto de 1984 a septiembre de 1985 fue subsecretario en el Ministerio de Asuntos Exteriores (India) en Nueva Delhi.
De septiembre de 1985 a agosto de 1987 fue oficial regional de pasaportes en el Ministerio de Asuntos Exteriores (India) Nueva Delhi.
De agosto de 1987 a enero de 1991 fue primer secretario de embajada en Washington D. C..
De abril de 1991 a junio de 1994 fue consejero de embajada en Katmandú.
De junio de 1994 a agosto de 1997 fue consejero de embajada en Praga.
De agosto de 1997 a marzo de 1998 fue director del departamento Asociación Sudasiática para la Cooperación Regional en el Ministerio de Asuntos Exteriores (India) , Nueva Delhi
De marzo de 1998 a abril de 2000 fue secretario adjunto en el Ministerio de Asuntos Exteriores (India) Nueva Delhi.
De abril de 2000 a julio de 2003 tenía execuátur como cónsul general en Fráncfort del Meno.
De 30 de agosto de 2003 a 14 de septiembre de 2006 fue embajador en Vientián (Laos).
De octubre de 2006 a julio de 2010 fue alto comisionado en Windhoek (Namibia).
De agosto de 2010 a 13 de marzo de 2015  fue embajador en Atenas. (Grecia)